# Jorgos Lantimos
Jorgos Lantimos, gr. Γιώργος Λάνθιμος (ur. 23 września 1973 w Atenach) – grecki reżyser, scenarzysta i producent filmowy i teatralny.

## Wczesne lata i edukacja
Lantimos został wychowany głównie przez matkę. Jego ojciec, który z zawodu był koszykarzem, opuścił rodzinę, gdy był jeszcze dzieckiem. Rozpoczął studia na kierunku związanym z zarządzaniem, który ostatecznie porzucił. Następnie kształcił się w Szkole Filmowej Stavrakosa w Atenach. 

## Życiorys
Zdobył światowy rozgłos dzięki filmom takim jak Kieł, Lobster czy Zabicie świętego jelenia. Nominowany do Złotej Palmy, Europejskiej Nagrody Filmowej i Oscara.
Studiował reżyserię w ateńskiej szkole filmu i telewizji. Od 1995 reżyseruje filmy fabularne, sztuki teatralne i reklamy telewizyjne. Brał udział w przygotowaniu ceremonii otwarcia i zamknięcia Letnich Igrzysk Olimpijskich 2004 w Atenach.
Zasiadał w jury konkursu głównego na 72. MFF w Cannes (2019).

## Filmografia
- O wiasmos tis Hlois (1995) reżyseria, scenariusz, montaż
- Mój najlepszy kolega (O kaliteros mu filos, 2001) reżyseria
- Uranisco Disco (2002) reżyseria, scenariusz
- Kinetta (2005) reżyseria, scenariusz
- Kieł (Kynodontas, 2009) reżyseria, scenariusz, współproducent
- Attenberg (2010) producent, aktor
- Alpy (Alpeis, 2011) reżyseria, scenariusz, producent
- Venice 70: Future Reloaded (2013) reżyseria
- Lobster (The Lobster, 2015) reżyseria, współautor scenariusza, producent
- Zabicie świętego jelenia (The Killing of a Sacred Deer, 2017) reżyseria, współautor scenariusza
- Faworyta (The Favourite, 2018) reżyseria
- Biedne istoty (Poor Things, 2023) reżyseria, producent
- Rodzaje życzliwości (Kinds of Kindness, 2024) reżyseria, współautor scenariusza
- Bugonia (2025) reżyseria[10]

## Nagrody[11]
Złote Globy:
- Złoty Glob dla najlepszego filmu w kategorii komedia lub musical za film Biedne istoty (2023)

MFF w Cannes:
- Nagroda za najlepszy scenariusz za film Zabicie świętego jelenia (2017)
- Nagroda Jury za film Lobster (2015)
- Nagroda specjalna: Queerowa Palma za film Lobster (2015)
- Un Certain Regard - Nagroda Główna sekcji za film Kieł (2009)

MFF w Wenecji:
- Złoty Lew – Główna Nagroda za film Biedne istoty (2023)
- Srebrny Lew – Wielka Nagroda Jury za film Faworyta (2018)
- Złota Osella - Najlepszy scenariusz za film Alpy (2011)

Europejska Nagroda Filmowa:
- Najlepszy europejski scenarzysta roku za film Lobster (2015)

MFF w Toronto:
- Nagroda Międzynarodowej Federacji Krytyki Filmowej (FIPRESCI) (w sekcji 'Prezentacje specjalne') za film Zabicie świętego jelenia (2017)

Stowarzyszenie Krytyków Filmowych z Los Angeles:
- LAFCA - Najlepszy scenariusz za film Lobster (2016)